# Janki (Białoruś)
Janki (biał. Янкі; ros. Янки) – wieś na Białorusi, w obwodzie witebskim, w rejonie dokszyckim, w sielsowiecie Dokszyce.
Dawniej wieś i kolonia.

## Historia
W czasach zaborów w granicach Imperium Rosyjskiego.
W dwudziestoleciu międzywojennym wieś i kolonia leżały w Polsce, w województwie wileńskim, w powiecie dziśnieńskim, w gminie Dokszyce.
Według Powszechnego Spisu Ludności z 1921 roku zamieszkiwało:
- wieś – 138 osób, 1 była wyznania rzymskokatolickiego a 137 prawosławnego. Jednocześnie wszyscy mieszkańcy zadeklarowali białoruską przynależność narodową. Było tu 21 budynków mieszkalnych[2]. W 1931 w 26 domach zamieszkiwało 143 osoby[3].
- kolonię – 19 osób, 17 było wyznania rzymskokatolickiego a 2 prawosławnego. Jednocześnie 17 mieszkańców zadeklarowało polską przynależność narodową, a 2 białoruską. Był tu 1 budynek mieszkalny[2]. W 1931 w 16 domach zamieszkiwały 103 osoby[3].

Miejscowość należała do parafii rzymskokatolickiej i prawosławnej w Dokszycach. Podlegała pod Sąd Grodzki w Dokszycach i Okręgowy w Wilnie; właściwy urząd pocztowy mieścił się w Dokszycach.